# Obbola
Obbola (äldre uttal: å:bo:la) är en tätort i Umeå kommun och en av kommunens äldsta byar. Orten är belägen på Obbolaön i Umeälvens utlopp, där älven delar sig i Västerfjärden och Österfjärden. 
Orten är känd för den sulfatmassafabrik som idag heter SCA Obbola. Obbola är förbundet med Holmsund på andra sidan Österfjärden via Obbolabron som invigdes 1989. Dessförinnan fanns en färjeförbindelse mellan dessa två skärgårdssamhällen.

## Etymologi
Namnet skrevs på 1500-talet Wböle, Wbola, Vpbola eller Åbola och på 1800-talet Åbordsön. "Obbol" eller "åböl" är ett dialektalt ord som betecknar det som driver iland på en strand eller en uppkastad isvall. Ordet är känt från ömse sidor om Kvarken.

## Historia

### Äldre historia
Obbola är en av de äldsta byarna i Umeåtrakten. Gravrösen på södra delen av Obbolaön, vid Rismyrberget, visar att människor varit i området på 500- och 600-talen efter Kristus. Fasta bosättningar har funnits åtminstone sedan 1300-talet. Under senare delen av 1500-talet betecknas Obbola som en by tillhörande Umeå socken.

### Industrihistoria

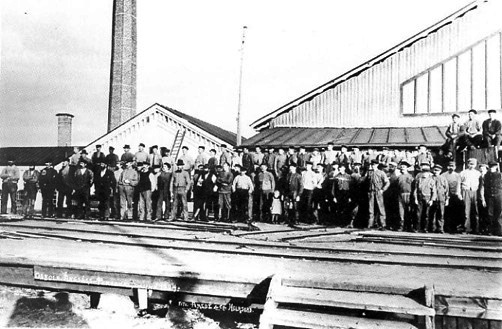
Arbetsstyrkan på Obbola ångsåg 1904.

Obbolas industrihistoria inleddes 1874, då byamännen sålde ett landområde vid Bredviken till några sågverksintressenter från Jämtland. Fastigheten köptes i slutet av 1870-talet av Nordmalings Ångsågs AB. Det blev aldrig något sågverk där, men en pålkaj byggdes i viken där Umeå Segelsällskap nu har sin hamn. Den första industrietableringen i Obbola kom i stället 1889, med bildandet av Obbola Ångsågs AB. Sedan sågverket brunnit ned 1909 uppfördes den pappersmassaindustri som sedermera utvecklades till det som idag heter SCA Obbola.

### Administrativ historik
Obbola har legat i Umeå socken och efter kommunreformen 1862 låg den i Umeå landskommun. 1918 överfördes orten till den då nybildade Holmsunds landskommun, där ett municipalsamhälle för Obbola inrättades 22 september 1939. 1947 uppgick municipalsamhället i Holmsunds köping som 1971 ombildades till Holmsunds kommun som 1974 uppgick i Umeå kommun.
Kyrkligt har orten sedan 1863 tillhört Holmsunds församling.

### Befolkningsutveckling
| Befolkningsutvecklingen i Obbola 1900–2020 | Befolkningsutvecklingen i Obbola 1900–2020 | Befolkningsutvecklingen i Obbola 1900–2020 | Befolkningsutvecklingen i Obbola 1900–2020 | Befolkningsutvecklingen i Obbola 1900–2020 |
| ------------------------------------------ | ------------------------------------------ | ------------------------------------------ | ------------------------------------------ | ------------------------------------------ |
|                                            |                                            |                                            |                                            |                                            |
| År                                         |                                            |                                            | Folkmängd                                  | Areal (ha)                                 |
| 1900                                       | 1900                                       |                                            | 1 218                                      | †                                          |
| 1960                                       | 1960                                       |                                            | 1 134                                      |                                            |
| 1965                                       | 1965                                       |                                            | 1 202                                      |                                            |
| 1970                                       | 1970                                       |                                            | 1 396                                      |                                            |
| 1975                                       | 1975                                       |                                            | 1 667                                      |                                            |
| 1980                                       | 1980                                       |                                            | 2 062                                      |                                            |
| 1990                                       | 1990                                       |                                            | 2 234                                      | 253                                        |
| 1995                                       | 1995                                       |                                            | 2 208                                      | 255                                        |
| 2000                                       | 2000                                       |                                            | 2 196                                      | 255                                        |
| 2005                                       | 2005                                       |                                            | 2 175                                      | 255                                        |
| 2010                                       | 2010                                       |                                            | 2 197                                      | 256                                        |
| 2015                                       | 2015                                       |                                            | 2 173                                      | 229                                        |
| 2020                                       | 2020                                       |                                            | 2 186                                      | 233                                        |
| † Som köpingsliknande samhälle 1900.       |                                            |                                            |                                            |                                            |

## Samhället
Obbola har en F-9-skola som invigdes 2006. I skolbyggnaden finns också ortens bibliotek.
Friluftsbad finns bland annat i Bredviken på östra sidan och längst i söder på Vitskärsudden.
Hallbackens förskola byggdes 2011 och är ortens största förskola.

## Fabriken
SCA Obbola tillverkar förpackningspapper för konsument- och transportförpackningar, till övervägande del baserad på färsk vedfiber. SCA Obbola bildar tillsammans med SCA Munksund enheten SCA Containerboard, som är en oberoende leverantör av färskfiberbaserade produkter som erbjuder innovativa och hållbara lösningar.

## Idrott
På östra sidan av ön finns en bevakad gäst- och småbåtshamn i Bredvik, som är hemmahamn för Umeå Segelsällskap. Idrottsföreningen Obbola IK har sektioner för cykel, fotboll, gymnastik, innebandy och skidor. Herrfotbollslaget har som bäst legat i division två. 

## Kända personer från Obbola
- Gösta Andersson, Vasaloppsvinnare
- Jens Jonsson, regissör
- Annica Burman, svensk sångerska